# Кот Сильвестр
Сильве́стр (англ. Sylvester the Cat) — антропоморфный кот, анимационный персонаж из серии «Looney Tunes» и «Merrie Melodies» — мультсериалов производства компании Warner Bros. Известен своими приключениями в компании с кенаром Твити, в которых он постоянно пытается его поймать и съесть.

## Биография
Кроме Твити, в мультфильмах Сильвестру по воле сценаристов приходится гоняться за Спиди Гонзалесом и Хиппети Хоппером. Есть сын, Сильвестр Младший. Частыми противниками Сильвестра в мультфильмах выступают Бабуля (хозяйка Твити и Сильвестра) и бульдог Гектор, сильно мешая в планах по поимке канарейки; лишь в нескольких сериях им доводится объединять для какой-либо цели свои усилия. Поведение и натура Сильвестра типичны для кота — он ловит мышей и птиц, водит дружбу (как правило) с другими котами, сторонится собак, иногда ищет еду в мусоре, стереотипно имеет девять жизней. Весьма горд за своё кошачье происхождение и не стесняется им хвалиться перед другим персонажами. В своих многочисленных попытках поймать Твити, добыть другую пищу или защитить что-то очень ценное Сильвестр отличается целеустремлённостью и уверенностью в успехе, однако чаще всего терпит неудачу по разным причинам, несмотря на хитрость и изощрённость своих методов. Постоянный клиент полиции.
Разговаривает с дефектом речи (шепелявит и плюётся на манер Даффи Дака), часто повторяя коронную фразу «Sufferin' Succotash» (что является эвфемизмом к фразе «страдающий спаситель» (англ. Suffering Savior), означающей глубокую досаду и разочарование в жизни говорящего).

## Происхождение
Создан режиссёром и художником-мультипликатором Фрицем Фрилингом на студии Warner Brothers, голос и манера речи разработаны Мелом Бланком — актёром озвучивания, работавшим над многими мультфильмами студии Warner Bros. и первым, кто подарил голос Сильвестру. К образу кота были добавлены красный нос и опущенный живот, что делало его образ немного похожим на клоуна. Как утверждает сам Мел Бланк, голос Сильвестра такой же как и у него самого, с усиленным лепетом, который Бланк взял у Даффи Дака. Интересно, что до появления Сильвестра Бланк озвучивал персонажа по имени Сильвестр на одном из своих телевизионных выступлений, чей голос стал в конечном итоге ассоциироваться с мультяшным котом.
Первое появление Сильвестра было в мультфильме «Life with Feathers» (1945). Его дебют с птенцом Твити был в мультфильме «Tweetie Pie» (1947), который подарил анимационной киностудии её первый «Оскар», и после которого оба персонажа стали появляться вместе на экранах гораздо чаще.

## Серии
- 1942 The Hep Cat старый вид
- 1942 Double Chaser старый вид
- 1945 Life With Feathers новый вид
- В мультсериале «Сильвестр и Твити: Загадочные истории» Сильвестр является членом детективного агентства, возглавляемого Бабулей.
- Играл «самого себя» в фильме Space Jam, выступая за команду «TuneSquad».

## Игры
- Является протагонистом игры Sylvester and Tweety in Cagey Capers. Игра за самого кота, главная задача добраться до птички Твитти.